# Exopeptidase
Exopeptidase is een enzym geproduceerd in de alvleesklier dat voor de verwijdering van een aminozuur op het einde van een polypeptide ketting zorgt, in tegenstelling tot endopeptidase, dat polypeptideketens afbreekt door de peptidebindingen te verbreken en dus middenin de keten "knipt". 
Er zijn twee typen exopeptidasen: carboxypeptidasen en aminopeptidasen. Carboxypeptidase breekt peptidebindingen vanaf het C-einde van de polypeptide, aminopeptidase breekt peptidebindingen vanaf het N-einde.  